# Doroteusz II (patriarcha Jerozolimy)
Doroteusz II – prawosławny patriarcha Jerozolimy w XVI w. (wybrany po 1506 r., sprawował urząd do 1537 r.)